# Liga Deportiva Universitaria de Portoviejo
La Liga Deportiva Universitaria de Portoviejo è una società calcistica ecuadoriana fondata nel 1969. Milita in Segunda Categoría, la terza divisione del campionato ecuadoriano.
Nel 2014 ha ottenuto la promozione in Serie B, la seconda divisione del calcio ecuadoriano.

## Palmarès

### Competizioni nazionali
- Serie B: 4

1972, 1976, 1980, 1992

### Altri piazzamenti
- Serie B:

Secondo posto: 1993, 1999, 2000, 2008, 2019

## Rosa 2015
| N. |                      | Ruolo | Calciatore            |
| -- | -------------------- | ----- | --------------------- |
| 1  | Ecuador (bandiera)   | P     | Manuel Mendoza        |
| 3  | Ecuador (bandiera)   | D     | Argenis Moreira       |
| 4  | Ecuador (bandiera)   | D     | David Hernández       |
| 5  | Ecuador (bandiera)   | D     | Edwin Hurtado         |
| 6  | Ecuador (bandiera)   | D     | Duval Valverde        |
| 7  | Argentina (bandiera) | C     | Patricio Escott       |
| 8  | Ecuador (bandiera)   | C     | Jonathan Medina       |
| 9  | Ecuador (bandiera)   | A     | Jesús Alcívar         |
| 10 | Argentina (bandiera) | C     | Diego Romero          |
| 11 | Ecuador (bandiera)   | A     | Carlos Javier Caicedo |
| 13 | Ecuador (bandiera)   | D     | Jimmy Gómez Valencia  |
| 15 | Ecuador (bandiera)   | C     | Elio Lastra           |
| 17 | Ecuador (bandiera)   | D     | César Padilla         |

| N. |                      | Ruolo | Calciatore        |
| -- | -------------------- | ----- | ----------------- |
| 18 | Ecuador (bandiera)   | C     | Onofre Mejía      |
| 20 | Ecuador (bandiera)   | A     | Kevin Arroyo      |
| 23 | Argentina (bandiera) | A     | Cristian Fabbiani |
| 24 | Ecuador (bandiera)   | D     | Wilson Folleco    |
| 25 | Ecuador (bandiera)   | A     | Jeison Chalá      |
| 29 | Argentina (bandiera) | P     | Federico Tursi    |
| 30 | Ecuador (bandiera)   | A     | Julián Mina       |
| 37 | Ecuador (bandiera)   | A     | Wilmer Godoy      |
|    | Ecuador (bandiera)   | P     | José Camacho      |
|    | Ecuador (bandiera)   | P     | Auro Fernández    |
|    | Ecuador (bandiera)   | D     | Luis Zambrano     |
|    | Ecuador (bandiera)   | C     | Jefferson Córdoba |
|    | Ecuador (bandiera)   | C     | Tito Vicuña       |